# Comuna Kirove, Tokmak
Kirove (în ucraineană Кірове) este o comună în raionul Tokmak, regiunea Zaporijjea, Ucraina, formată din satele Hrușivka, Kirove (reședința), Mohutnie, Rozkișnie și Udarnîk.

## Demografie
Componența lingvistică a comunei Kirove
     Ucraineană (84,77%)
     Rusă (14,33%)
     Alte limbi (0,69%)
Conform recensământului din 2001, majoritatea populației comunei Kirove era vorbitoare de ucraineană (84,77%), existând în minoritate și vorbitori de rusă (14,33%).